# Barış Memiş
Barış Memiş (Akçaabat, 5 gennaio 1990) è un calciatore turco, centrocampista del Template:Calcio Beykoz İshaklıspor.

## Palmarès

### Club

#### Competizioni nazionali
- Coppa di Turchia: 1

Trabzonspor: 2009-2010
- Supercoppa di Turchia: 1

Trabzonspor: 2010